# 메간트로푸스 아프리카누스
메간트로푸스 아프리카누스(Meganthropus Africanus)는 1948년 탄자니아의 마공에서 루이스 리키 등에 의해 발견된 화석 SK48에 붙여진 이름이다. 루이스 리키 등은 이 화석이 인도네시아 자와섬에서 발견된 메간트로푸스 팔레오자바니쿠스와 같은 속으로 추정하고 메간트로푸스 아프리카누스라 이름붙였다. 
메간트로푸스가 호모 에렉투스의 초기 형태로 분류됨에 따라 메간트로푸스 아프리카누스 역시 아틀란트로푸스, 텔란트로푸스 등과 함께 아프리카에서 발생한 초기 호모 에렉투스 종으로 분류된다.